# 紐馬基特 (馬里蘭州)
紐馬基特（英語：New Market）是一個位於美國馬里蘭州弗雷德里克縣的市鎮。

## 人口
根據2020年美國人口普查的數據，紐馬基特的面積為4.21平方千米，當中陸地面積為4.21平方千米，而水域面積為0.00平方千米。當地共有人口1525人，而人口密度為每平方千米362人。